# Departamento de Salud (Puerto Rico)
El Departamento de Salud es un organismo rector sanitario en Puerto Rico. El sistema de salud está compuesto por entidades aseguradoras y proveedoras asistenciales.